# 3 Bałkańska Dywizja Piechoty
3 Bałkańska Dywizja Piechoty (bułg. Трета пехотна балканска дивизия) – bułgarski związek taktyczny  okresu Księstwa i Trzeciego Carstwa z lat 1891 – 1920.
Dywizja sformowana została w 1891. Wzięła udział w I i II wojnie bałkańskiej oraz w I wojnie światowej. W 1920 przeformowana w 3 Bałkański pułk piechoty.

## Działania

### Wojny bałkańskie
Dywizja w czasie I wojny bałkańskiej wzięła udział w walkach w składzie 2 Armii, a w II wojnie bałkańskiej jej 2. i 3 BP znalazła się w strukturach 2 Armii, a 1 BP w  4 Armii.

### I wojna światowa
W świetle narastającego zagrożenia wojennego, na początku lipca 1914 w sztabie Armii Bułgarskiej rozpoczęto prace nad uaktualnieniem planów mobilizacyjnych. Ogłoszone w marcu 1915 wytyczne w sprawie mobilizacyjnego rozwinięcia jednostek przewidywały zmobilizowanie w dywizji sztabu, czterech pułków piechoty, dwóch rezerwowych pułków piechoty, dwóch pułków marszowych, dwóch pułków pospolitego ruszenia, pułku etapowego oraz pododdziałów zabezpieczenia. Pułk artylerii przechodził na etat dwupułkowej brygady artylerii. Do dywizji miał zostać także przydzielony batalion inżynieryjny. Pierwszym dniem mobilizacji był 24 września 1915.
Po zmobilizowaniu, będąc w składzie 2 Armii gen. lejt. Todorowa, dywizja została rozmieszczona południowym odcinku granicy bułgarsko-serbskiej.

W połowie października 1915 rozpoczęła się operacja owczopolska w całości prowadzoną przez bułgarską Kwaterę Główną. 2 Armia już po dwóch dniach walk w pasie granicznym przełamała pozycje Serbów i przeszła do natarcia siłami dwóch dywizji w pierwszym rzucie. 16 października żołnierze 3 Bałkańskiej DP przerwali biegnącą na południe linię kolejową łączącą Serbię z Grecją, a do końca października zajęli Kumanowo oraz Skopje. Inne dywizje armii również odnotowały sukcesy. Tym sposobem 2 Armia wykonała postawione przed nią zadanie i zeszła w dolinę rzeki Wardar.
W związku z zagrożeniem, jakie powstało w wyniku wylądowania w Salonikach jednostek brytyjsko-francuskiego korpusu ekspedycyjnego, 2 Armia została podzielona na dwie części. 3 Bałkańska DP znalazła się w jej prawym skrzydle pod dowództwem szefa sztabu armii i w ramach kosowskiej operacji zaczepnej kontynuowało natarcie w kierunku północnym na Prisztinę.
Na początku 1916, po konferencji w Niszu, dowództwo niemieckie wycofało gros swoich jednostek z Bałkanów, a wojska bułgarskie zostały rozmieszczone nad granicą grecką blokując oddziały Ententy zgrupowane w Salonikach. Na lewym skrzydle zgrupowania obronnego znajdowała się 1 Armia bułgarska, a w jej składzie 8 Tundżanska DP i 3 Bałkańska DP (bez 2 BP. Ogólne dowództwo nad 1 Armią bułgarską i 11 Armią niemiecką spoczywało w rękach niemieckiego feldmarszałka Augusta von Mackensena. 
10 sierpnia, po trwającym dwa dni ostrzale artyleryjskim, wojska Ententy przeszły do działań zaczepnych na odcinku między rzeką Wardar a jez. Dojran. Mimo dużych strat, 2 BP ze składu 2 Trackiej DP odparła zarówno ten atak jak i natarcia prowadzone w dniach następnych. Sukces ten skłonił bułgarskie dowództwo do przeprowadzenia operacji zaczepnej siłami 1. i 2 Armii. 17 sierpnia 1 Armia bułgarska opanowała Florinę, Banicę i Kostur. Dalsze posuwanie się Bułgarów było mocno spowolnione z powodu silnego oporu broniących się w tym rejonie trzech dywizji serbskich. Szczególnie ciężkie walki toczyła 3 Bałkańska DP. Celem ich było opanowanie skalistych zboczy gór Chegan i Voras. Ostatecznie 27 sierpnia Bułgarzy przeszli do obrony wzdłuż jeziora Petron oraz Vegoritida nie osiągnąwszy w pełni zakładanych celów operacji.
W lipcu 1919 skadrowano jeden pułk piechoty. W tym czasie dywizja posiadała trzy pułki piechoty (w tym jeden pułk skadrowany), pułk artylerii, batalion inżynieryjny, szpital polowy i kompanię intendencką.

## Struktura organizacyjna
W grudniu 1903, na mocy dekretów ks. Ferdynanda I , przystąpiono reorganizacji dywizji piechoty. W czasie pokoju dywizja piechoty składała się w tym czasie z dwóch brygad piechoty, pułku artylerii, batalionu inżynieryjnego, batalionu taborów i szpitala. W brygadzie piechoty znajdowały się dwa dwubatalionowe pułki piechoty z kompanią zabezpieczenia oraz plutonem ciężkich karabinów maszynowych , a pułk artylerii składał się z dwóch dywizjonów artylerii, każdy po dwie czterodziałowe baterie.
Stan w 1907:
- dowództwo dywizji – Sliwen
- 1 Brygada – Sliwen
  - 11 pułk piechoty – Sliwen
  - 32 pułk piechoty – Nowa Zagora
- 2 Brygada – Jamboł
  - 24 pułk piechoty – Burgas
  - 29 pułk piechoty – Ełchowo
- 6 pułk artylerii – Sliwen

Na wypadek wojny struktura dywizji zwiększała się (1912) do trzech brygad piechoty, a w miejsce pułku artylerii tworzona była dwupułkowa brygada artylerii. Etatowo dywizja posiadała 12 batalionów piechoty, batalion inżynieryjny i 8 baterii artylerii. Na jej uzbrojeniu znajdowało się 24 813 karabinów, 24 ciężkie karabiny maszynowe i 72 działa. Stan osobowy wynosił 858 oficerów, 42 urzędników wojskowych, 3455 podoficerów, 32 918 szeregowych i 7550 koni.